# افسران ژنرال در ارتش ایالات مؤتلفه

نشان افسران ژنرال ارتش ایالات مؤتلفه

افسران ژنرال در ارتش ایالات مؤتلفه (انگلیسی: General officers in the Confederate States Army) این عنوان مترادف با سپهبد و منتصب به رهبران نظامی برجسته و ارشد ارتش ایالات مؤتلفه در طول جنگ داخلی آمریکا از سال ۱۸۶۱ تا ۱۸۶۵ بود. اغلب این افراد تا پیش از آغاز جنگ داخلی، از افسران سابق نیروی زمینی ایالات متحده آمریکا محسوب می‌گردیدند در حالی که دیگران، بر پایهٔ شایستگی و لیاقت یا در هنگامی که ضرورت ایجاب می‌کرد به این رتبه‌ها دست می‌یافتند. از مشهورترین افسران ژنرال در طول جنگ داخلی می‌توان به افرادی همچون رابرت ئی. لی، پی.جی.تی. بوریگارد و همین‌طور استون‌وال جکسن اشاره داشت.

## نگارخانه

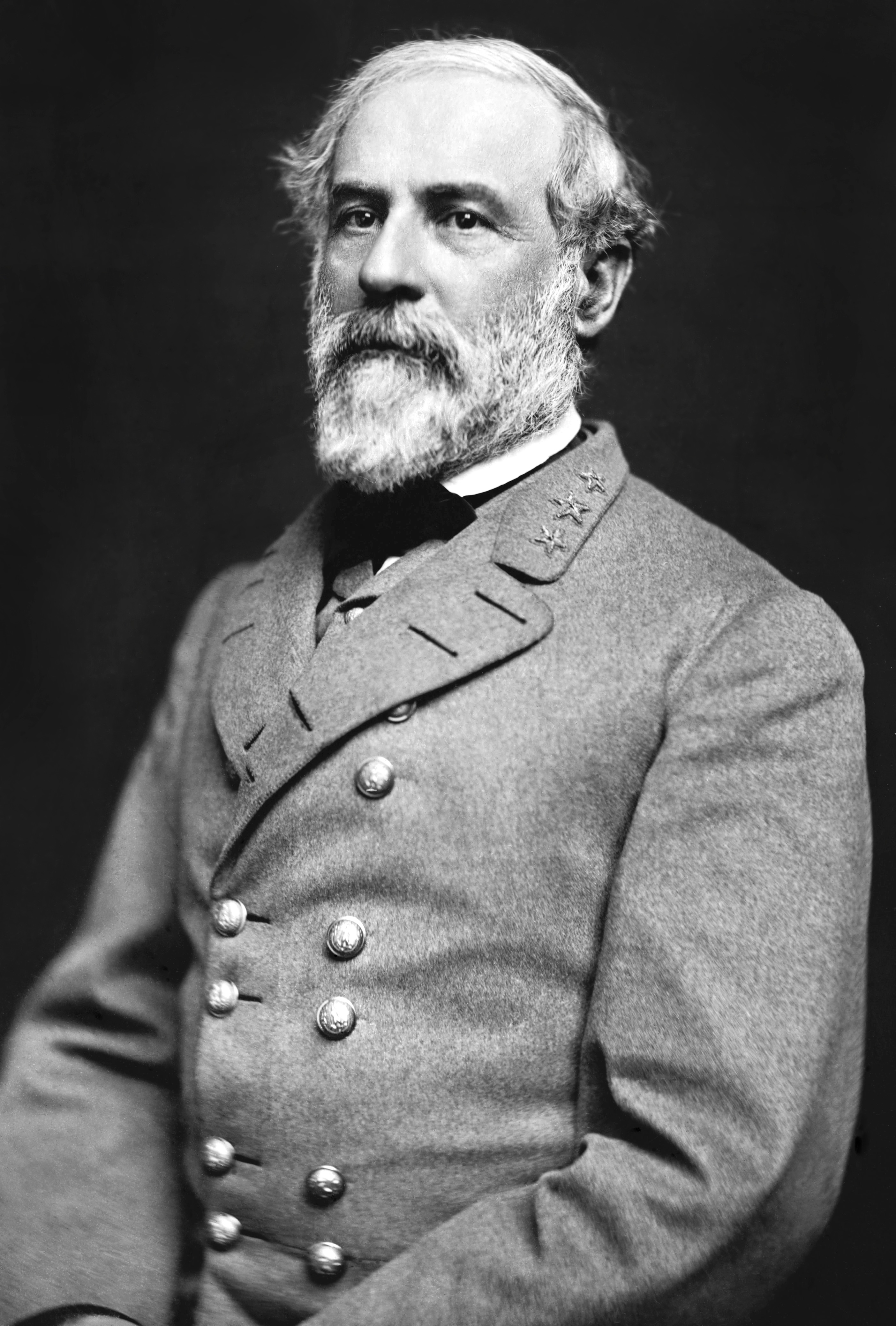
رابرت ئی. لی
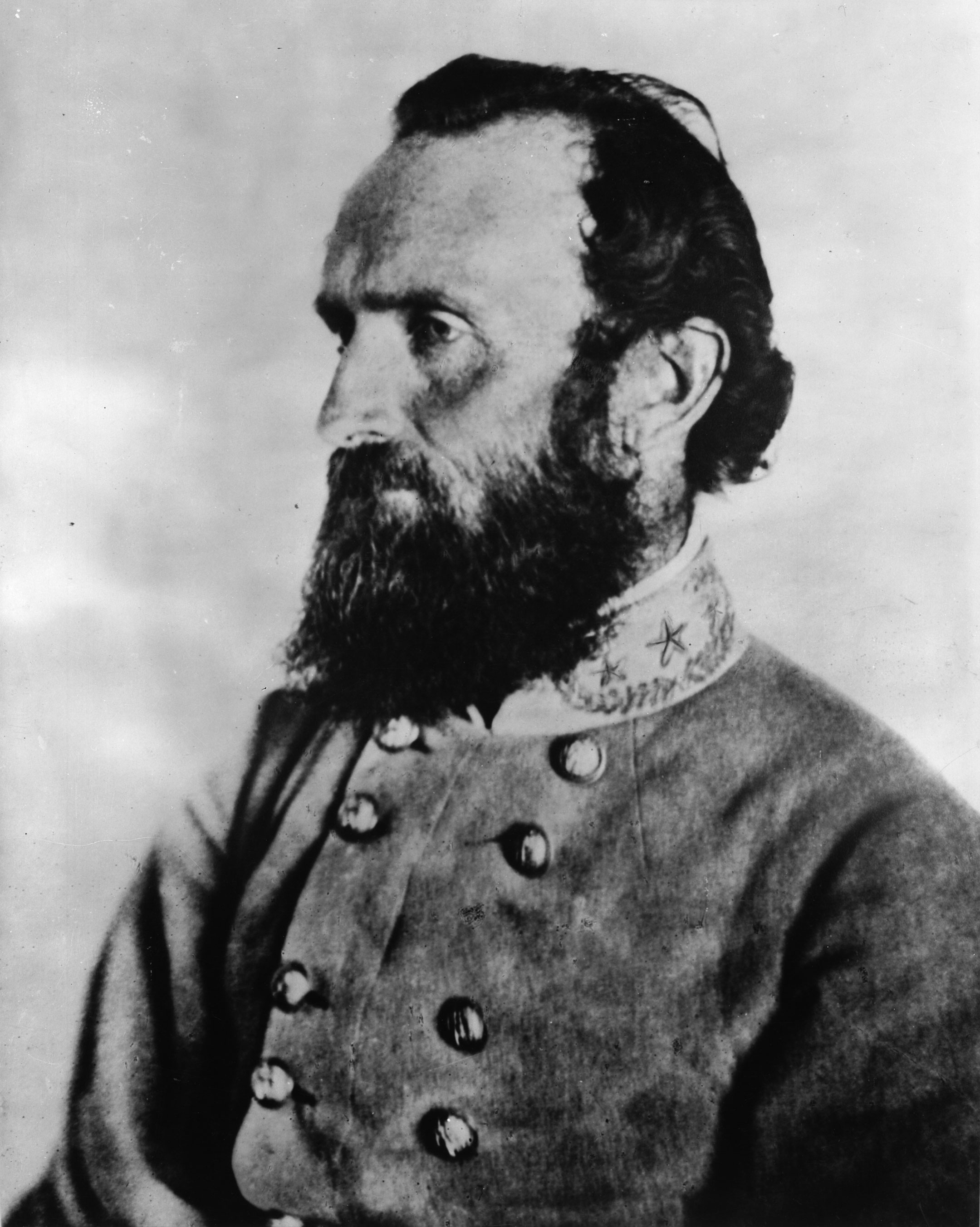
استون‌وال جکسن
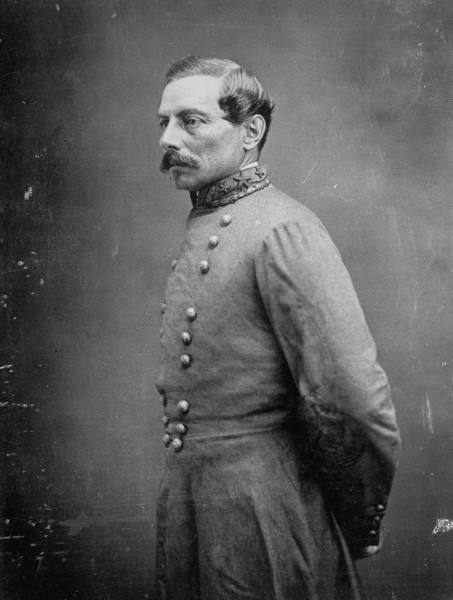
پی.جی.تی. بوریگارد